# Dani Arnold
Dani Arnold (Daniel Arnold), né en 1984, est un guide de haute montagne et alpiniste suisse de haut niveau.
Il est connu pour ses ascensions rapides en solo de voies alpines très difficiles, notamment le record en 2011 de l'ascension de la face nord de l'Eiger (2 h 28) et en 2015 de la face nord du Cervin (1 h 46).
En avril 2013 il ouvre avec David Lama une nouvelle voie d'envergure sur la face E de The Moose's Tooth (en) (Alaska) en 48 h : Bird of Prey (1 500 m, 6a, M7+, 90°, A2 ; un bivouac).